# Oberthürheim
Oberthürheim ist ein Ortsteil der Gemeinde Buttenwiesen im schwäbischen Landkreis Dillingen an der Donau. Er liegt zwei Kilometer südwestlich von Buttenwiesen auf den Nordausläufern der Iller-Lech-Platte. Der Ort hat 255 Einwohner (Stand: 4. Januar 2016).

## Geschichte
Das Pfarrdorf Oberthürheim wurde wie das benachbarte Unterthürheim 1048 erstmals in einer Urkunde überliefert. Darin werden Grundbesitz, Kirche und Zehnt in Pfaffenhofen mit dem Zehnt zu Thürheim an das Kloster St. Stephan in Augsburg geschenkt. Das Kloster Kaisheim erwarb in Oberthürheim ab 1242 immer wieder Besitz und wurde dadurch bedeutendster Grundherr. Das Kloster hatte ab 1590 die Ortsherrschaft inne. Der Pfleger saß in Unterthürheim, wo das Kloster ebenfalls beträchtliche Güter besaß.
In der Zeit von 1802 bis 1806 kamen durch die Säkularisation zunächst Teile des Ortes und durch die Mediatisierung der Rest an Bayern. Oberthürheim wurde zum 1. Oktober 1813 dem Landgericht Wertingen zugeteilt.
Am 1. Januar 1976 wurde die bis dahin selbständige Gemeinde Oberthürheim mit der Nachbargemeinde Unterthürheim zur neuen Gemeinde Thürheim zusammengeschlossen. Diese wurde bereits am 1. Mai 1978 in die Gemeinde Buttenwiesen eingegliedert.

## Religionen

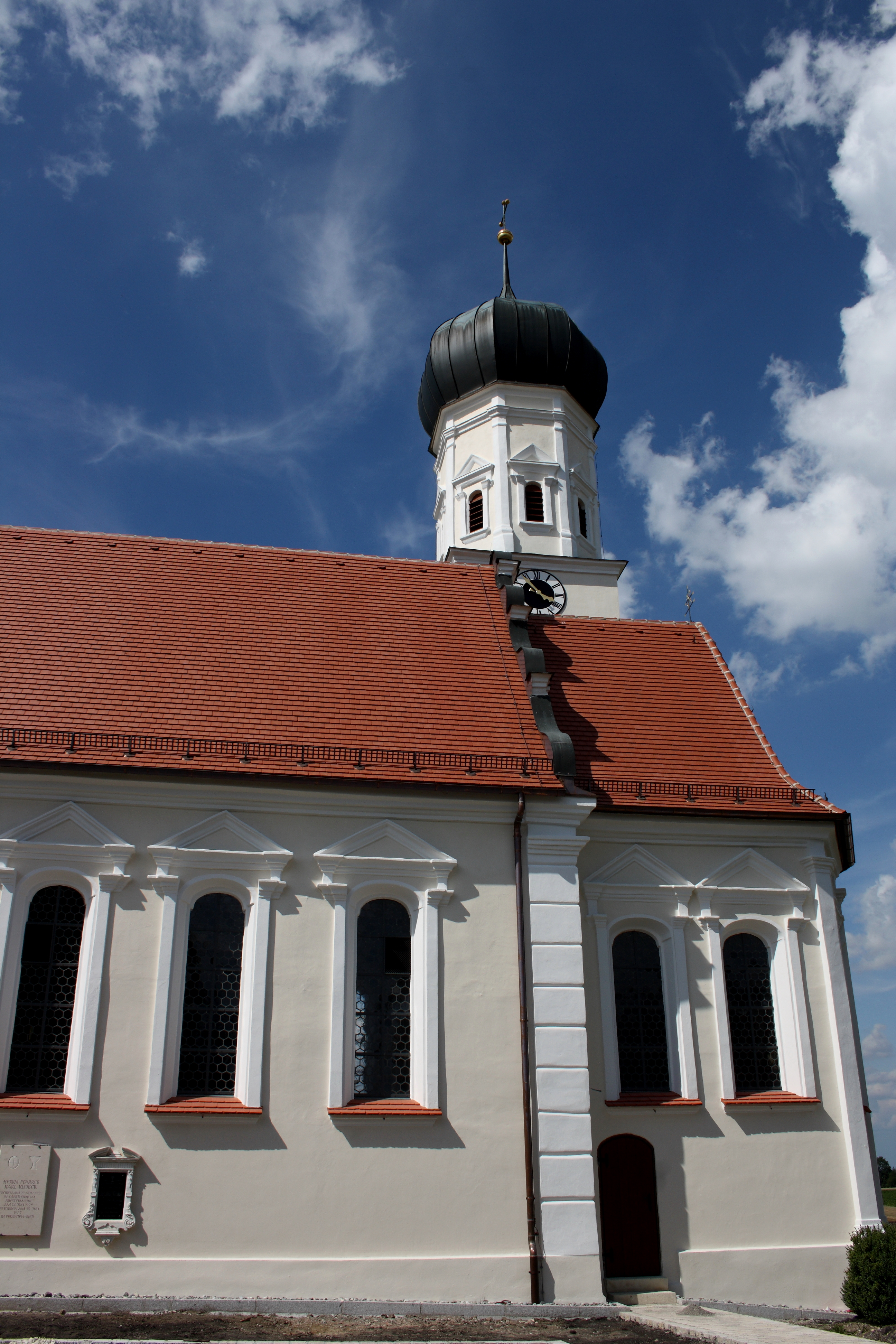
St. Nikolaus in Oberthürheim

Oberthürheim gehörte bis 1859/61 zur Pfarrei Pfaffenhofen. Die Kirche St. Nikolaus wird 1319 erstmals genannt, sie hatte das Tauf- und Begräbnisrecht. 1861 wurde das Kuratbenefizium zu einer Pfarrkuratie erhoben, 1922 zur Pfarrei. Die heutige Kirche entstand Ende des 17. Jahrhunderts. Am westlichen Rand des Dorfes steht die sogenannte „Lindenkapelle“, die 1756 erbaut wurde.

Die Pfarrei Oberthürheim gehört seit 1. September 2013 zur Pfarreiengemeinschaft Buttenwiesen, davor war sie Teil der aufgelösten Pfarreiengemeinschaft Unterthürheim.

## Baudenkmäler
Siehe: Liste der Baudenkmäler in Oberthürheim

## Bodendenkmäler
Siehe: Liste der Bodendenkmäler in Buttenwiesen